# Ilse Geldhof
Ilse Geldhof (Ieper, 9 april 1973) is een wielrenster uit België.
In 2006 wint Geldhof de Omloop van het Hageland en is ze derde in de Erondegemse Pijl.
In 2008 wordt ze Belgisch nationaal kampioene op de weg.